# إيفان ديمتري
إيفان ديمتري (بالإنجليزية: Ivan Dmitri)‏ هو مصور أمريكي، ولد في 3 فبراير 1900، وتوفي في 1968.

## وصلات خارجية
- إيفان ديمتري على موقع أوليمبيديا (الإنجليزية)